# حمض الإيلايديك
حمض الإيلايديك  أو حمض الإلاديك هو مركب عضوي بلوري  من الأحماض الدهنية غير المشبعة صيغته الكيميائية CH3(CH2)7CHCH(CH2)7CO2H.  وهو عديم اللون وشمعي صلب. وهو الأيسومر لحمض الزيت. جذب هذا المركب اهتماماً كبيراً لأنهُ أحد الدهون غير المشبعة الرئيسية في الزيوت النباتية المُهدرجة، والتي تُورط الدهون المقابلة في أمراض القلب. في حمض الإلاديك يزيد من نشاط البروتينات الناقلة لإستر الكوليسترول مما يُقلل مستويات كوليسترول البروتينات الدهنية مرتفعة الكثافة.